# 吴起变法
吴起變法，戰國初年楚悼王當政時，于公元前386年—前381年，任命吴起（前440年－前381年）为令尹，实行变法。

## 變法主要內容
- 制定法律并将其公布于众，使官吏民众都明白知晓。
- 凡封君的贵族，已传三代的取消爵禄；停止对疏远贵族的按例供给，将国内贵族充实到地广人稀的偏远之处。
- 淘汰并裁减无关紧要的官员，削减官吏俸禄，将节约的财富用于强兵。[1][2][3]
- 纠正楚国官场损公肥私、谗害忠良的不良风气，让楚国群臣不顾个人荣辱一心为国效力。[4]
- 禁止私人请托，统一楚国风俗。[5]
- 废除“两版垣”，改为四版筑城法，建设楚国国都郢（今湖北省荆州市西北）。[6]

## 结果
吴起变法后，楚国在前381年，联合赵国大败魏国
前381年，楚悼王去世，楚国贵族发动兵变攻杀吴起。吴起趴在楚悼王的尸体上，贵族们在射杀吴起的同时也射中了楚悼王的尸体。楚肅王继位后，按律法把射杀吴起同时射中楚悼王尸体的人全部处死，受牵连被灭族的有七十多家。